# Tusa (okręg Sălaj)
Tusa – wieś w Rumunii, w okręgu Sălaj, w gminie Sâg. W 2011 roku liczyła 737 mieszkańców.